# Camillo Astalli (Vélasquez)
Le portrait de Camillo Astalli, également connu sous le nom de portrait du Cardinal Pamphili est une huile sur toile de Diego Vélasquez peinte en 1650 et conservée à l'Hispanic Society of America à New York.

## Histoire
Vélasquez avait entrepris ce voyage sur ordre de Philippe IV d’Espagne en 1649 pour embaucher des peintres, des spécialistes des fresques et acheter des peintures et des sculptures pour décorer l'Alcazar de Madrid. À la différence de son premier voyage, il était alors un peintre établi qui cherchait à être reconnu à Rome. Il chercha à peindre le Pape Innocent X et divers membres de sa cour. Ce portrait et celui du Cardinal Camillo Massimi peint à la même époque appartenaient au marquis du Carpio, vice roi de Naples. La toile figurait dans l'inventaire de ses biens laissés à Madrid à sa mort en 1687.
Le portrait est considéré par Mayer comme un fragment d'une toile plus grande, mais il n'est pas suivi par le reste de la critique.

## Description
La toile représente le cardinal Camillo Astalli Pamphili. Vélasquez utilise ici des roses lumineux contrairement aux bleus profonds du portrait de  Camillo Massimi, ce qui donne un portrait d'un visage austère paradoxalement irradiant dans un environnement ténébriste.